# Arca
Arca – rodzaj małży nitkoskrzelnych z rodziny arkowatych (Arcidae) opisany naukowo przez Linneusza w 1758 roku. Gatunkiem typowym jest Arca noae (arka Noego). Taksonem siostrzanym jest Acar. W zapisie kopalnym najstarsi przedstawiciele tego rodzaju są znani ze skamielin pochodzących z kredy. Współcześnie żyjące gatunki występują w wodach strefy tropikalnej i subtropikalnej.
Większe gatunki zaliczane są do owoców morza i poławiane komercyjnie. Do gatunków najczęściej poławianych i wykorzystywanych kulinarnie należy arka Noego.

## Gatunki
Do tego rodzaju zaliczane są następujące, współcześnie żyjące gatunki:
- Arca acuminata
- Arca angulata
- Arca boucardi
- Arca bouvieri
- Arca despecta
- Arca imbricata
- Arca kauaia
- Arca koumaci
- Arca maculata
- Arca mauia
- Arca mutabilis
- Arca navicularis
- Arca noae – arka Noego
- Arca ocellata
- Arca pacifica
- Arca patriarchalis
- Arca reticulata
- Arca tetragona
- Arca truncata
- Arca turbatrix
- Arca ventricosa
- Arca volucris
- Arca zebra